# ستيفن إليوت
ستيفن إليوت (1771-1830) (بالإنجليزية: Stephen Elliott)‏ هو عالم نبات أمريكي.